# Нижегородские фуникулёры
Нижегородские фуникулёры (местное название — элеваторы) — две линии фуникулёра: Кремлёвский и Похвалинский элеваторы, существовавшие в Нижнем Новгороде с 1896 по 1927 год. 15 сентября 2024 года вновь начал работу Кремлёвский фуникулёр.

## История

Кремлёвский и Похвалинский элеваторы на схеме линий электротранспорта в 1896 году

Оба фуникулёра были построены в 1896 году «Финляндской компанией лёгкого пароходства» петербургского предпринимателя Р. К. фон Гартмана. Строительство фуникулёров было приурочено к Всероссийской промышленной и художественной выставке, проводившейся в том же году.
В то время фирма фон Гартмана вела строительство в городе двух линий электрического трамвая, не связанных между собой: Верхнебазарной и Нижнебазарной. Фон Гартман предложил добавить к ним ещё и два фуникулёра и, таким образом, соединить линии трамвая друг с другом. Городская дума приняла это предложение, 16 мая 1895 года с фирмой был подписан «Основной городской трамвайный договор», а 21 июня 1896 года было пущено пробное движение по обеим линиям трамвая и обоих фуникулёров.

### Кремлёвский элеватор

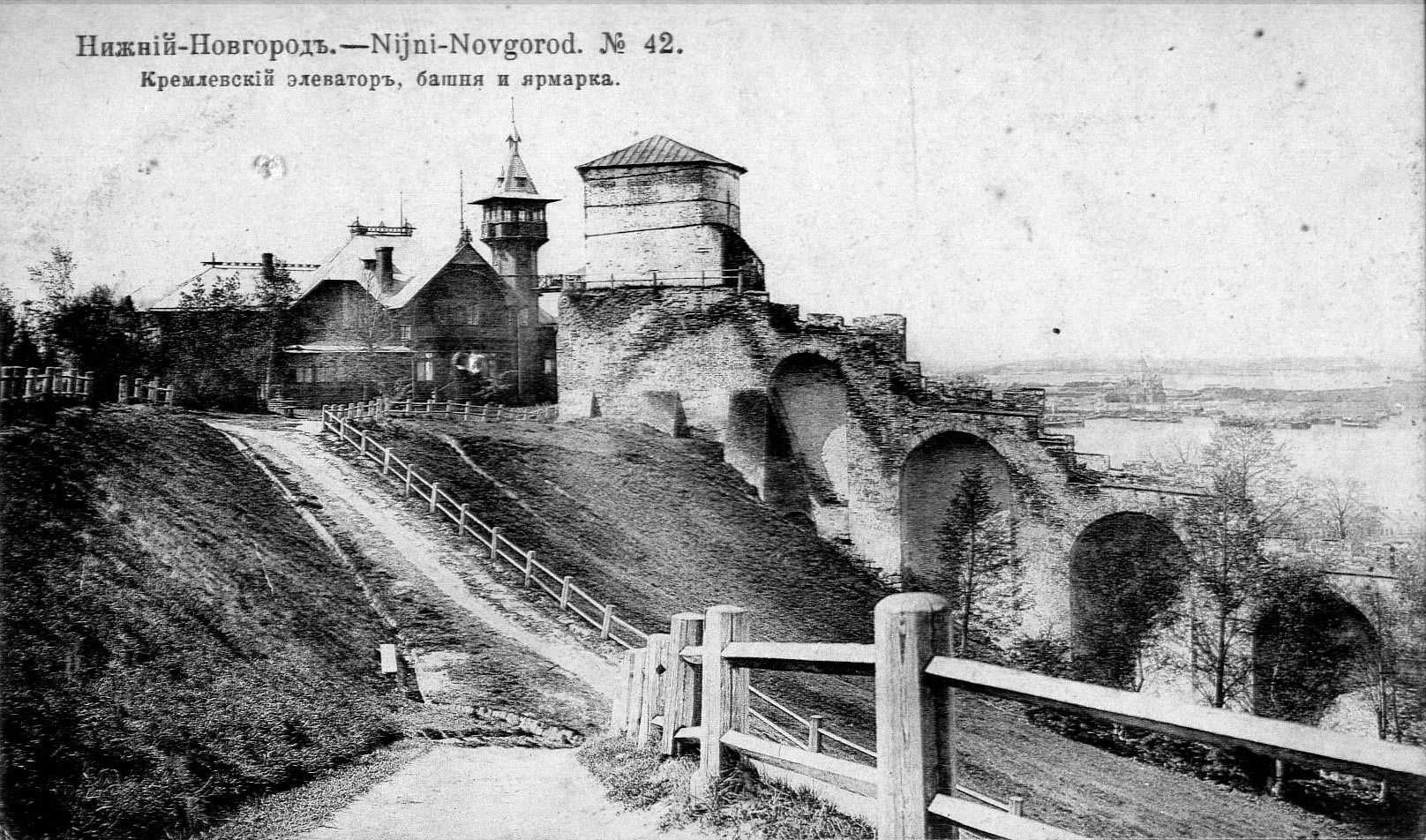
Станция Кремлёвского элеватора (за Часовой башней)

Линия Кремлёвского элеватора длиной 133,12 метра проходила от подножия церкви Иоанна Предтечи до станции внутри Кремля возле Часовой башни.
Элеватор состоял из двух вагонов. В каждом вагоне было две каюты со стоячими и сидячими местами. Частично линия проходила под землёй в тоннеле.
Стоимость проезда была достаточно высокой и этот вид транспорта могли позволить себе относительно состоятельные люди. В вагонах было установлено разделение на классы (салон вагона делился перегородкой на две части): поездка в первом классе стоила 5 копеек, во втором — 3 копейки; действовали льготы для учащихся, которые платили 3 копейки в первом классе, а во втором могли ехать бесплатно. Кроме того, права бесплатного проезда на определённых условиях получали полицейские и почтовые служащие.
После революции Кремлёвский фуникулёр просуществовал до 1926 года. К тому времени были проложены трамвайные пути вдоль Зеленского съезда и Лыковой дамбы, которые соединили разрозненные линии. По этой причине необходимость в фуникулёре отпала, и он был закрыт.
К началу XXI века остались лишь руины стен и частично засыпанный тоннель, напоминающие о Кремлёвском элеваторе. Восстановлен в 2020—2024 годах (см. ниже).

### Похвалинский элеватор

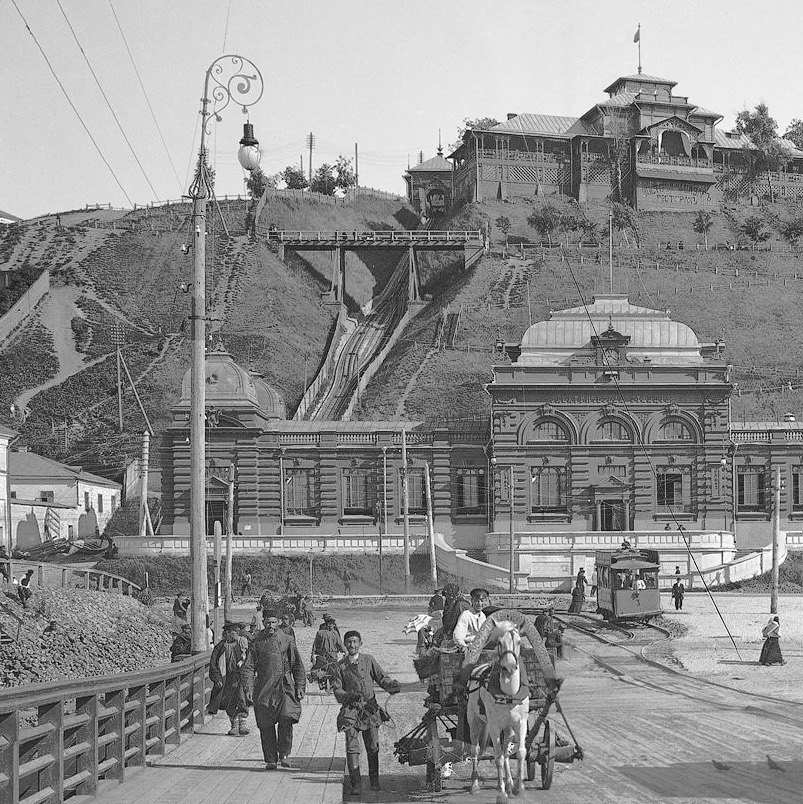
Похвалинский элеватор и электрическая подстанция с Плашкоутного моста

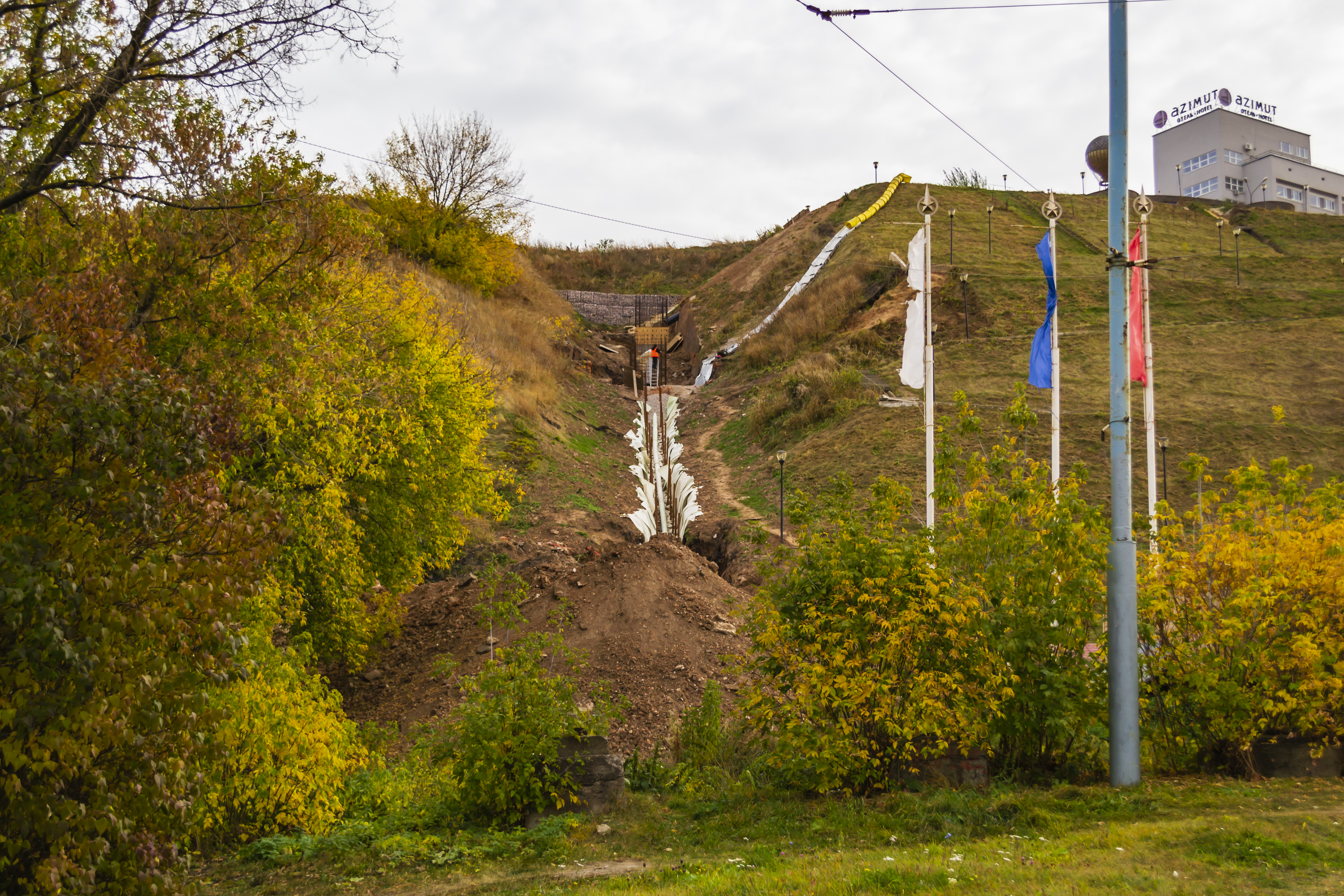
Ремонт ливневой канализации на месте бывшего Похвалинского фуникулёра, 2020 год

Похвалинский элеватор соединил между собой Канавинскую линию «Сименс и Гальске» и Верхнебазарную линию фон Гартмана. Его длина была больше, чем у Кремлёвского — 160 метров. Линия фуникулёра проходила вдоль Похвалинского съезда, в Сергиевском овраге (по современной ситуации — между набережной Федоровского и улицей Заломова), и имела две станции. Нижняя станция была расположена прямо в здании электрической подстанции у начала Плашкоутного моста через Оку и выходила к Канавинской и Нижнепосадской трамвайным линиям. Верхняя станция находилась на Гремячей горе — второй от Кремлёвского холма. Верхняя станция была деревянной и в ней располагался зал ожидания. Ныне здесь частично расположен отель «Azimut».
В 1927 году линию убрали при реконструкции Похвалинского съезда. Также причиной послужило и то, что трамвайные пути были реконструированы и появилась новая линия на Похвалинском съезде, соединившая Канавинский мост и площадь Горького.

## Принцип работы
Фуникулёры работали не от электричества, а от силы тяжести. В вагонах находились ёмкости для набора воды. Когда на верхней станции баки наполнялись водой, на нижней станции находились вагоны с опорожнёнными баками. Верхние вагоны плавно спускались вниз по рельсу, а нижние вагоны, под силой тяжести верхних, поднимались вверх, где их ёмкости также наполнялись водой. Вагоны двигались одновременно по одной линии, раздвоенной в середине.

## Восстановление
Планы на воссоздание Кремлёвского фуникулёра озвучивались регулярно. Было представлено множество проектов, но ни один из них не был воплощён. Только в 2019 году министр имущественных и земельных отношений Сергей Баринов сообщил о подготовке восстановления этого вида транспорта. Он рассказал, что на проектирование потребуется около 30 миллионов рублей, а на его реализацию — 500-700 миллионов. Кремлёвский фуникулёр планировалось воссоздать в его историческом облике и с вагонами в стиле конца XIX века.
Начало строительно-монтажных работ по возведению фуникулёра в Нижегородском кремле стартовало в ноябре 2020 года, а завершение строительства планировалось осуществить не ранее конца лета 2022 года, однако впоследствии оно было перенесено на конец 2022—начало 2023 годов. На 2023 год также были запланированы первые тестовые испытания, которые состоялись 4 ноября, в День народного единства.
В августе 2024 года, после завершения восстановительных работ, Кремлёвский фуникулёр получил разрешение на ввод в эксплуатацию. Торжественное открытие состоялось 15 сентября того же года.

Фотографии
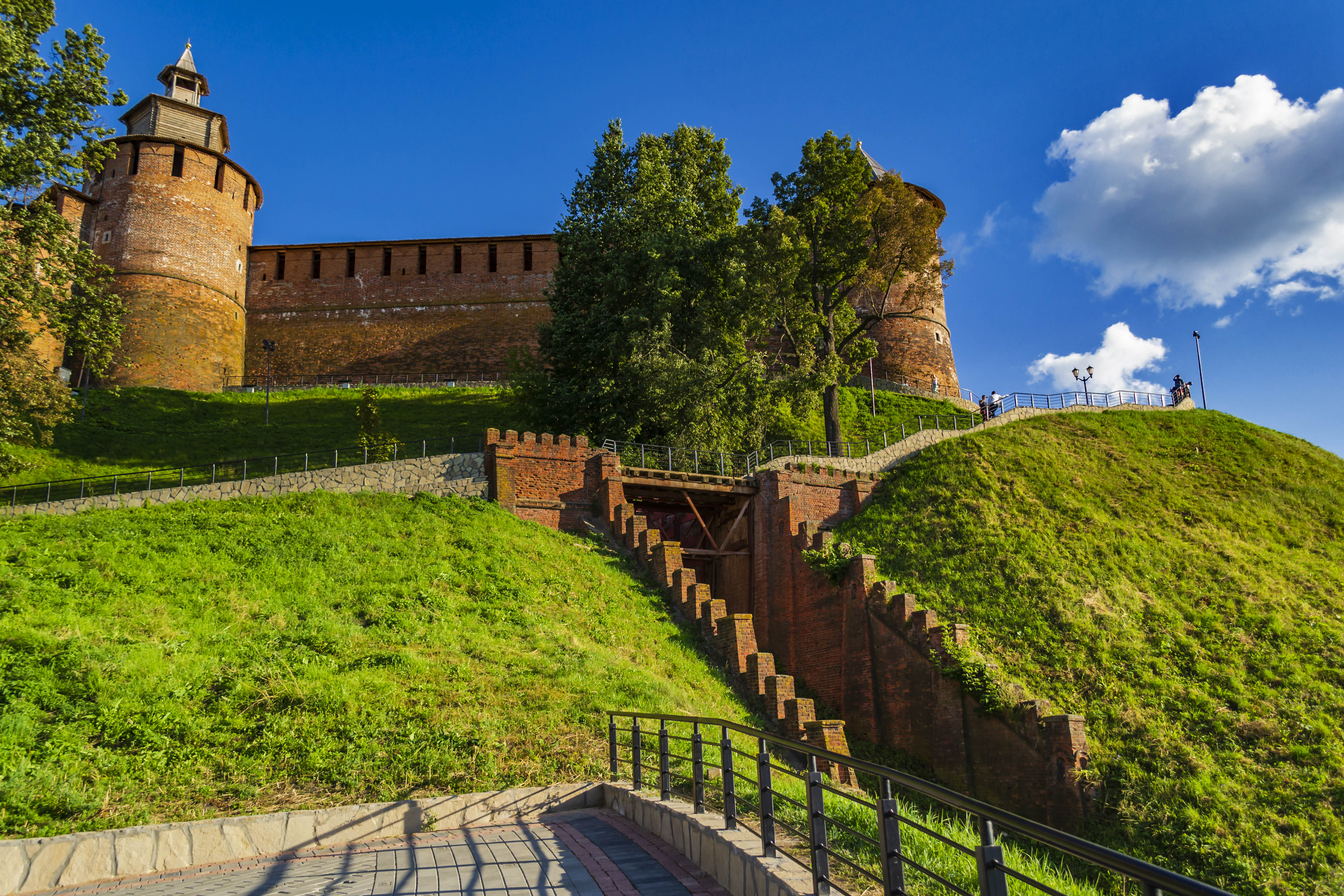
Руины Кремлёвского фуникулёра, 2020 год
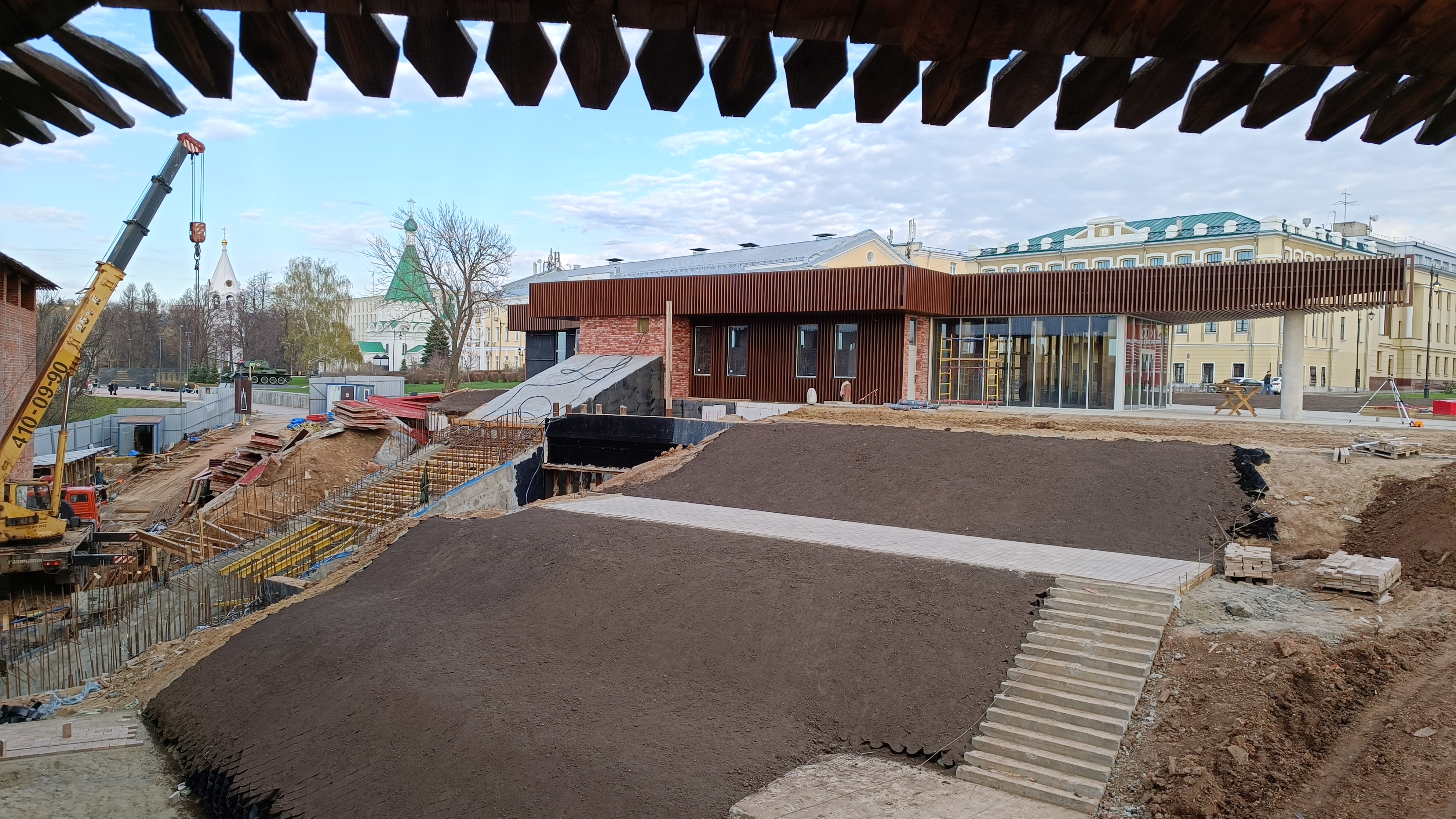
Строительство верхней станции на территории Кремля, май 2022 года
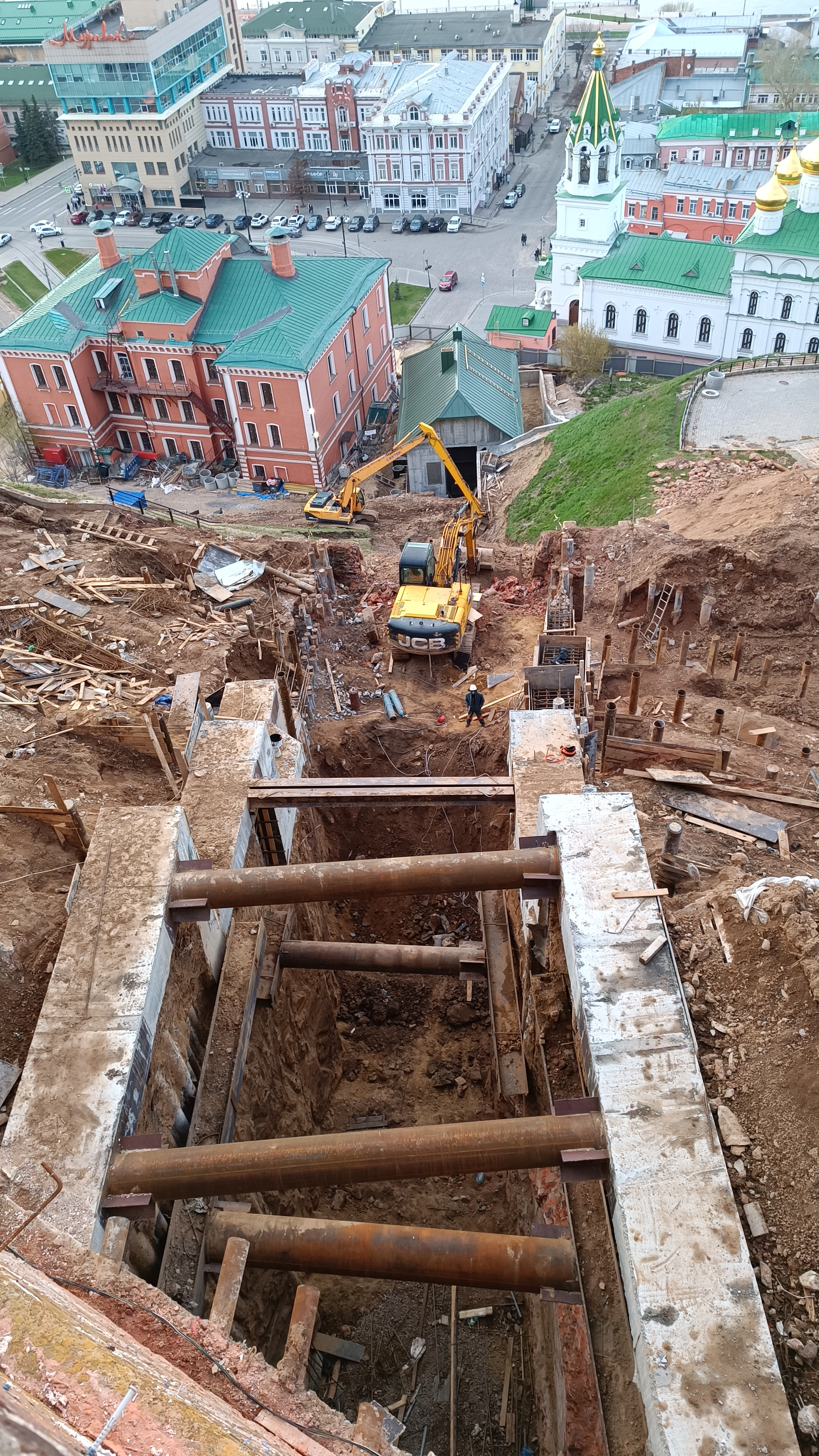
Строительство туннеля нижегородского фуникулёра, май 2022 года
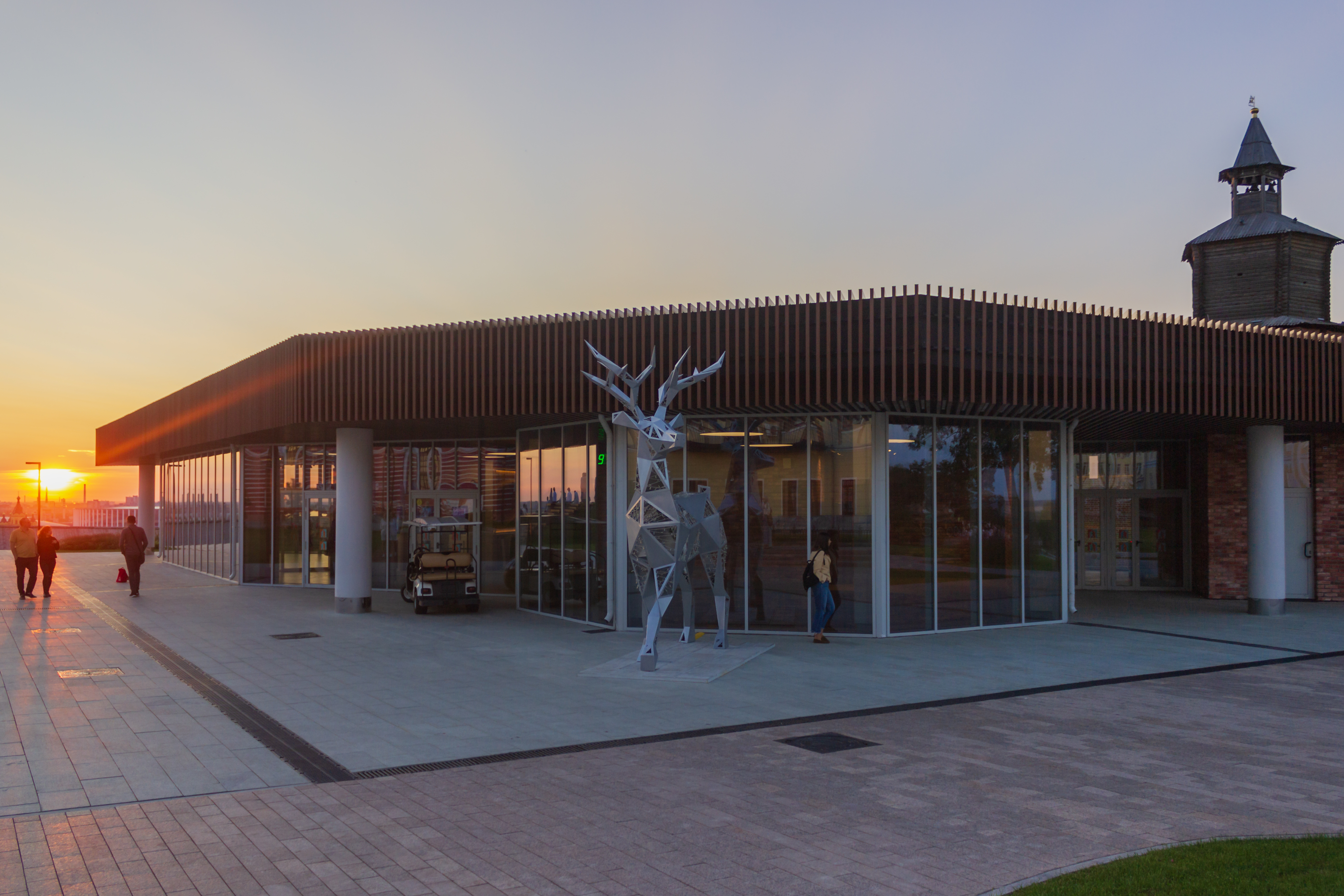
Верхняя станция Кремлёвского фуникулёра, август 2024 года
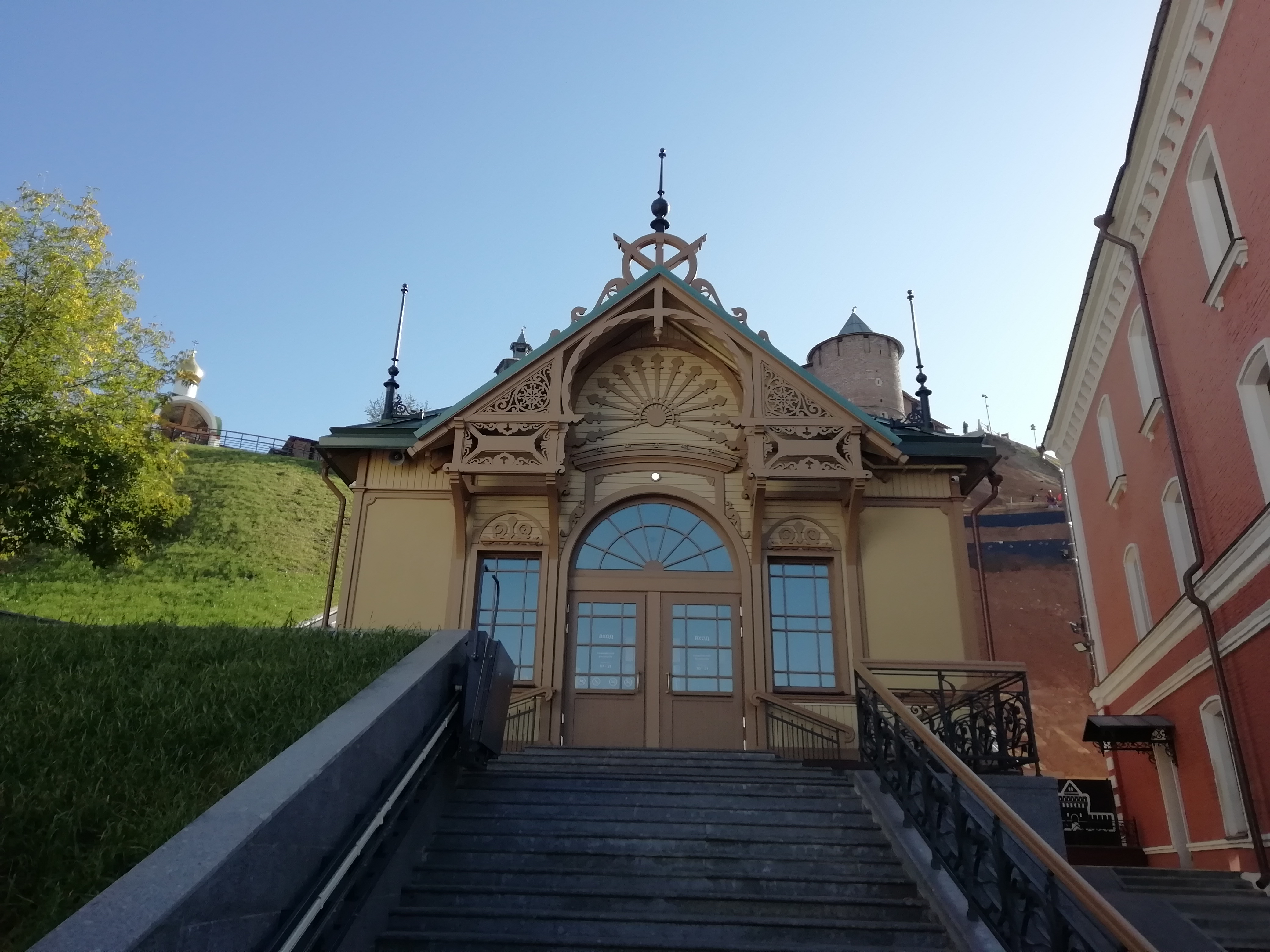
Нижняя станция, октябрь 2024 года